# 白眉扇尾鶲
白眉扇尾鶲（学名：Rhipidura aureola）为鶲科扇尾鶲属的鸟类。该物种的模式产地在"NewHolland"。

## 亚种
- 白眉扇尾鶲云南亚种（学名：Rhipidura aureola burmanica）。在中国大陆，分布于云南等地。该物种的模式产地在缅甸。[3]